# Sint-Martinuskerk (Velm)

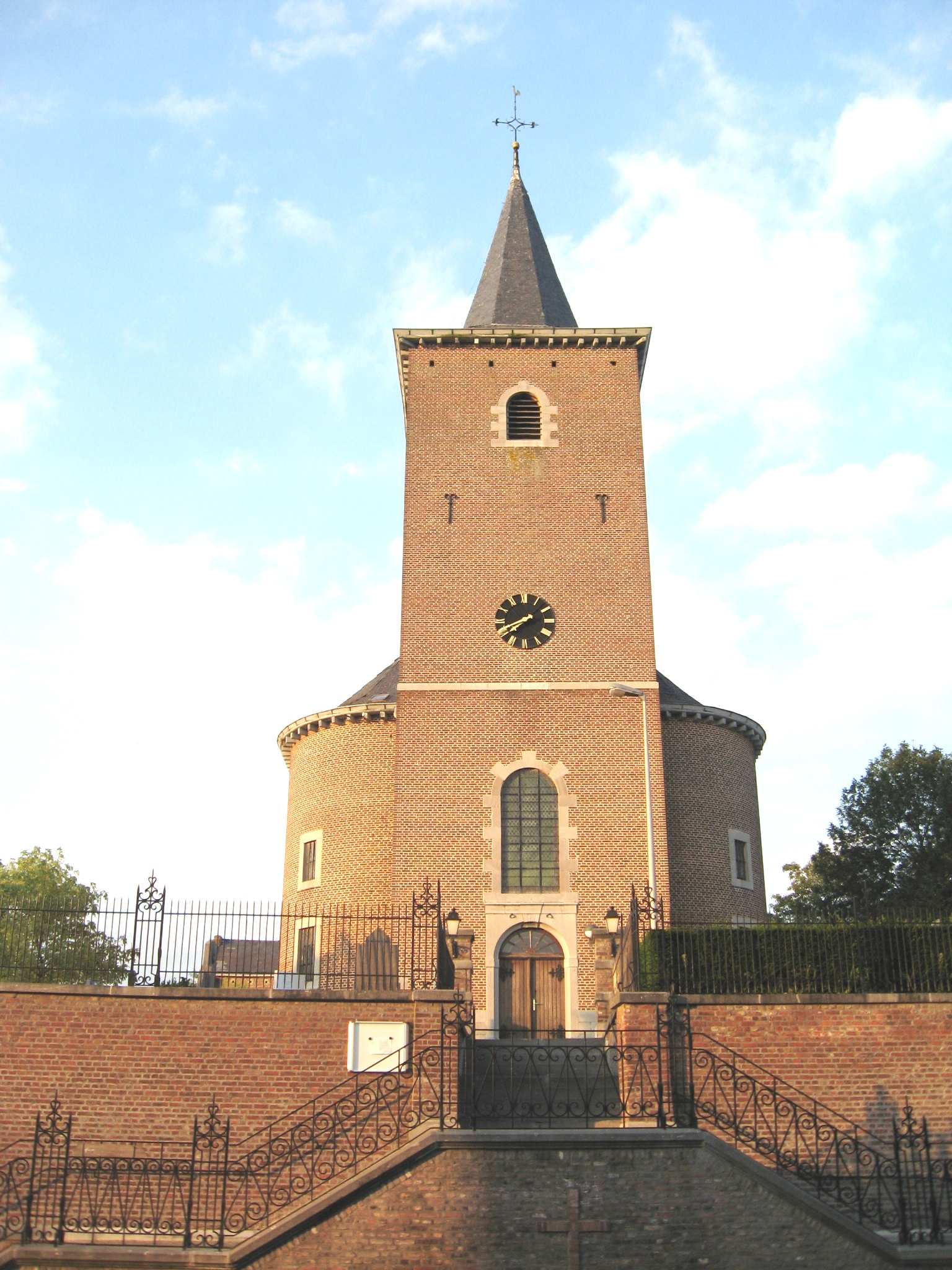
Sint-Martinuskerk

De Sint-Martinuskerk is de parochiekerk van Velm, gelegen aan Sint-Martinusstraat 10.

## Gebouw
Het is een classicistische zaalkerk uit 1783, omringd door een kerkhof en gelegen op een heuvelrug. In 1912 werd de kerk vergroot met een transept en een rechthoekig koor. Vincent Lenertz en Hyacinth Martens waren toen de architecten.
Het betreft een bakstenen gebouw met halfingebouwde toren, welke voorzien is van een ingesnoerde naaldspits.
De kerk werd in 2006 geklasseerd als monument.

## Interieur
Het interieur wordt overwelfd door een afgevlakt tongewelf. De kerk bezit enkele schilderijen: Sint-Benedictus en Sint-Placidus (1677); de Geseling van Christus (ongeveer 1700). Beelden van Sint-Barbara (geschilderd hout, eind 16e eeuw); Sint-Trudo (gepolychromeerd hout, begin 18e eeuw). De eiken preekstoel is uit het 3e kwart van de 18e eeuw, de biechtstoelen zijn uit het 3e kwart van de 18e eeuw, en het doksaal in classicistische stijl is uit het eind van de 18e eeuw.